# Фурманов, Владислав Рудольфович
Владислав Рудольфович Фурманов (творческие псевдонимы Влад Фурман, Владислав Буланов, род. 5 марта 1969) — российский режиссёр театра и кино, актёр, педагог. Художественный руководитель-директор Санкт-Петербургского театра «Русская антреприза» имени Андрея Миронова с апреля 2021 года. Лауреат Национальной театральной премии имени Евгения Лебедева (2012 год), премии за достижения в создании телевизионных сериалов «Золотой Носорог» (2011 год), премии Правительства Санкт-Петербурга в области литературы, искусства и архитектуры за 2011 год (2012 год). Заслуженный деятель искусств Российской Федерации (2013).

## Биография
Родился 5 марта 1969 года в Ленинграде в артистической семье. В 1990 году с отличием окончил Ленинградский институт театра, музыки и кинематографии имени Н. К. Черкасова (класс народного артиста СССР, режиссёра, профессора Г. А. Товстоногова).
Режиссёр Санкт-Петербургского театра «Русская антреприза» им. А. Миронова (с 1990 года). В кинематографе — с 2000 года.
Активная творческая жизнь началась с постановок спектаклей на сцене театра «Русская антреприза» имени Андрея Миронова, созданного его отцом, народным артистом России Рудольфом Фурмановым. Первый же спектакль, поставленный в 1993 году по поэме Н. В. Гоголя «Мертвые души», позволил говорить о наличии у молодого режиссёра собственного метафорического театрального языка. Особое место в творчестве режиссёра занимает инсценизация прозы.
За время работы в театре поставил более 20 драматических спектаклей по лучшим образцам классической прозы А. П. Чехова, М. Е. Салтыкова-Щедрина, О. Уайльда, Л. Н. Толстого, В. Гюго, Б. Лавренёва, драматургии Ингмара Бергмана, Сомерсета Моэма, Артура Миллера и Теннесси Уильямса. Первый постановщик пьес Василия Сигарева на петербургской сцене
.
В качестве артиста исполнил главную роль Позднышева в собственном спектакле «Крейцерова соната» (1997 год). Снимался в кино, в том числе в фильмах «Наркомовский обоз», «Таинственная страсть». В последнем исполнил роль Семёна Кочевого, прообраз кинорежиссёра Романа Кармена.
В 2000 году по решению кинорежиссёра Владимира Бортко, посмотревшего спектакль Фурманова «Обломов», был приглашён в качестве режиссёра-постановщика (совместно с А. Бенкендорфом) телесериала «Бандитский Петербург-4» (фильм «Арестант», 7 серий). В течение последующих трёх лет являлся постановщиком фильмов «Бандитский Петербург-5» (фильм «Опер») и «Бандитский Петербург-6» («Журналист»).
Одновременно со съёмками телесериала «Бандитский Петербург» снимает отдельные серии «Улиц разбитых фонарей» — 5, 6, 7, 8 и «Агента национальной безопасности — 4 и 5 сезон 24 серий и 12 фильмов», став в 2004 году художественным руководителем проекта «Агент национальной безопасности-5».
Успех режиссёру принесли телевизионный сериал «Телохранитель», многосерийные телевизионные художественные фильмы «Мамочка, я киллера люблю», «Террористка Иванова», «Семейный дом», «Куприн» и «Наркомовский обоз».
Спектакли режиссёра «Сорок первый (Дорога в рай)» (по одноименному рассказу Б. Лавренева) и «Гупёшка» (по одноименной пьесе В. Сигарева) номинировались на Высшую театральную премию Санкт-Петербурга «Золотой софит» как лучшие драматические спектакли. В номинации «Золотого софита» «Лучшая работа режиссёра на малой сцене» в 2000 году был отмечен сам постановщик спектакля «Сорок первый (Дорога в рай)» и исполнительница главной женской роли Марютки з. а. РФ Наталья Панина (номинация «Лучшая женская роль»).
За постановку спектаклей по русской классике (в том числе за спектакли «Господа Головлёвы» и «Палата № 6», репетиции которых режиссёр проводил без привычных инсценировок, этюдным методом) 14 января 2012 года Влад Фурман стал Лауреатом Национальной театральной премии имени Евгения Лебедева.
На первой церемонии вручения премии «Золотой носорог» в 2011 году признан лучшим режиссёром года за постановку телевизионного сериала «Террористка Иванова» в категории «Телевизионный сериал (до 12 серий)».
Руководил Лигой режиссёров «ДЕЙСТВИЕ» (Общество режиссёров мастерской Г. А. Товстоногова) (1990—2000).
Учредитель кинокомпании «Иллюзия».
Член Союза театральных деятелей России.
Член Союза кинематографистов России.
С 2011 года по 2015 год — художественный руководитель актёрского курса в Балтийском институте иностранных языков и межкультурного сотрудничества (БИИЯМС).
С апреля 2021 года — художественный руководитель-директор Санкт-Петербургского театра «Русская антреприза» имени Андрея Миронова.
18 октября 2021 года стал обладателем награды как лучший исполнитель мужской роли в собственном кинофильме «Родитель» на
Chelsea Film Festival (CFF) — международном кинофестивале в Нью-Йорке. Это был беспрецедентный случай в кинофестивальной практике, когда одна картина завоевала восемь главных призов: лучший фильм, лучший сценарий (авторы сценария Кристина Кузьмина, Андрей Шишов, Влад Фурман), лучшая работа режиссёра (Влад Фурман), лучшая работа оператора (Кирилл Мошкович), лучшая главная женская роль (Ангелина Стречина), лучшая женская роль второго плана (Мария Шукшина) и две лучшие главные мужские роли (Влад Фурман и Михаил Пореченков).

## Творчество

### Постановки в театре
Свердловский государственный академический театр драмы
- В. Гольдфельд. «Доброе слово» (1990)

Театр-салон «Санкт-Петербург»
- «Театральная авантюра» по пьесе А. К. Толстого «Кукушкины слёзки» и рассказу А. П. Чехова «Предложение» (1990 год)

Большой театр кукол
- М. Дьярфаш. «Охота в домике лесничего» (драматический спектакль) (1990 год)

«Театр Ларисы Малеванной»
- А. Фугард. «Здесь живут люди» (1994 год)

Академический драматический театр имени В. Ф. Комиссаржевской
- И. Бергман. «После репетиции» (1998 год, с С. Н. Ландграфом);
- А. Миллер. «Смерть коммивояжера» (2001 год, с Б. М. Соколовым и Н. Ю. Даниловой);

Русский драматический театр, Таллинн
- М. Мокиенко. «Морозко» (1999 год)

Петрозаводский театр «Творческие мастерские»
- Т. Уильямс. «Стеклянный зверинец» (2003 год)

Санкт-Петербургский музыкальный театр «Карамболь»
- С. Маршак, М. Мокиенко «Сказка о потерянном времени» (мюзикл, 2003 год)

Санкт-Петербургский театр «Русская антреприза» имени Андрея Миронова
1993 год
- Продолжение «Идиота» с Олегом Басилашвили и Фарухом Рузиматовым;
- Н. В. Гоголь. «Мёртвые души» (Премьера состоялась 3 сентября 1993 года)
- Ингмар Бергман. «Сцены из супружеской жизни» (Премьера состоялась 16 мая 1995 года, Спектакль прошёл 106 раз, в последний раз сыгран 8 апреля 1999 года)

1996 год
- Ф. М. Достоевский. «Скандал в „Пассаже“». (Премьера состоялась 13 февраля 1996 года).

1997 год
- «Крейцерова соната» по мотивам одноименной повести Льва Толстого и произведению Л.-В.Бетховена (режиссёр-постановщик и исполнитель главной роли Позднышева) (Премьера состоялась 26 марта 1997 года. Спектакль прошёл 118 раз, в последний раз сыгран 16 марта 2002 года).

1998 год
- А. Заливалов. «Ах, эти бедные мужчины» (первое название спектакля «Музыкантская комедия»)(по мотивам русских водевилей); (Премьера состоялась 9 июля 1998 года. Спектакль прошёл 53 раза, в последний раз сыгран 27 июня 2001 года);
- О. Уайльд. «Портрет Дориана Грея» (Премьера состоялась 13 марта 1998 года. Спектакль прошёл 198 раз, в последний раз сыгран 1 февраля 2006 года);

1999 год
- И. А. Гончаров. «Обломов»

(Премьера состоялась 10 июня 1999 года; номинация "Лучшая мужская роль второго плана Высшей театральной премии Санкт-Петербурга «Золотой софит» (2000) исполнителю роли Захара Л. В. Неведомскому);
2000 год
- Б. Лавренёв. «Сорок первый» (номинация "Лучший спектакль Высшей театральной премии Санкт-Петербурга «Золотой софит» (2000 год); Премьера состоялась 1 апреля 2000 года Спектакль прошёл 34 раза, в последний раз сыгран 17 января 2002 года);

2001 год
- В. Гюго. «Отверженные» (Премьера состоялась 5 ноября 2001 года. Премия Николая Симонова присуждена народному артисту России Л. В. Неведомскому за исполнение роли Жана Вальжана)

2003 год
- Б. Лавренев. «Роковая любовь» (вторая редакция спектакля «Сорок первый»);
- Василий Сигарев. «Гупёшка»; (Премьера состоялась 7 июля 2003 года. Номинация «Лучший драматический спектакль» премии «Золотой софит»)

2005 год
- М. Е. Салтыков-Щедрин. «Господа Г…» (по роману «Господа Головлёвы»).(Премьера состоялась 4 февраля 2005 года. Высшая театральная премия Санкт-Петербурга «Золотой софит» С. В. Русскину за исполнение роли Иудушки Головлёва)

2007 год
- У. С. Моэм. «Красотка и семья».(Премьера состоялась 4 марта 2007 года)

2011 год
- А. П. Чехов. «Палата № 6». (Премьера состоялась 24 декабря 2011 года. Национальная театральная премия им. Евгения Лебедева)

2014 год
- Т. Уильямс. «Трамвай Желание» (Премьера состоялась 27 декабря 2014 года)

2017 год
- А. С. Пушкин. «Маленькие трагедии» (Премьера состоялась 24 марта 2017 года)
- А. П. Чехов. «Ничтожнейший человек» по мотивам пьесы «Дядя Ваня» (Премьера состоялась 16 апреля 2017 года. Выпускной спектакль актёрского курса режиссёра, БИИЯМС)

2018 год
- Еврипид. «Медея» (Премьера состоялась 20 апреля 2018 года)

2020 год
- У. Шекспир. «Венецианский купец» (Премьера состоялась 15 февраля 2020 года)

2021 год
- Б. Лавренёв. «Сорок первый» (Премьера состоялась 27 мая 2021 года)
- О. Солод, Влад Фурман, Лена Вестергольм. «Дни его жизни» (Спектакль о Рудольфе Фурманове. Премьера состоялась 1 ноября 2021 года)
- У. Шекспир. «Гамлет» (Премьера состоялась 20 ноября 2021 года)

2022 год
- Н. В. Гоголь. «Мёртвые души» (Премьера состоялась 24 июня 2022 года)

2023 год
- «Живые души» (спектакль, посвященный 35-летию со дня основания Театра имени Андрея Миронова и 85-летию со дня рождения Р. Д. Фурманова, премьера состоялась 22 октября 2023 года)
- М. де Сервантес/Олег Богаев. «Дон Кихот» (Премьера состоялась 10 ноября 2023 года)

### Режиссёрские работы в кино
- 2003 — Бандитский Петербург. Фильм 4. Арестант (совместно с А. Бенкендорфом)
- 2003 — Бандитский Петербург. Фильм 5. Опер (совместно с А. Бенкендорфом)
- 2003 — Бандитский Петербург. Фильм 6. Журналист (совместно с А. Бенкендорфом)
- 2003 — 2004 — Агент национальной безопасности 4-5 12 фильмов, 24 серии, начиная с Меча пророка до Золотой головы
- 2006 — Телохранитель (телесериал)
- 2008 — Мамочка, я киллера люблю
- 2009 — Террористка Иванова
- 2010 — Семейный дом
- 2011 — Защита свидетелей (телесериал)
- 2011 — Наркомовский обоз
- 2014 — На крыльях
- 2014 — Куприн
- 2016 — Таинственная страсть
- 2017 — Гупёшка
- 2021 — Наследники (Две сестры)
- 2021 — Родитель

## Премии и награды
- Лауреат премии актёрского клуба СТД «За новаторскую режиссуру» (1993) — за спектакль «Мёртвые души»
- Дипломант Первого Международного фестиваля Русского театра в Париже (1997) — за спектакль «Мёртвые души»
- Лауреат Первого Международного театрального фестиваля памяти И. М. Смоктуновского
- Номинация Высшей театральной премии Санкт-Петербурга «Золотой софит» («Лучший драматический спектакль» — «Сорок первый» Б.Лавренева, 2000)
- Номинация Высшей театральной премии Санкт-Петербурга «Золотой софит» («Лучший драматический спектакль» — «Гупёшка» В.Сигарева, 2003)[6]
- Приз зрительских симпатий на фестивале «Виват, кино России!» (За фильм «Бандитский Петербург-4», 2003)
- Лауреат премии «Золотой Носорог», 2011 (номинация «Лучший режиссёр года» за фильм «Террористка Иванова», 2010)
- Лауреат национальной театральной премии имени Евгения Лебедева (2012) за постановку спектаклей по русской классике («Господа Головлёвы», «Палата № 6»)[7]
- Премия Правительства Санкт-Петербурга в области литературы, искусства и архитектуры за 2011 год (2012) («За достижения в области театрального искусства», постановку спектакля «Палата № 6»)[8]
- Заслуженный деятель искусств Российской Федерации (23 октября 2013) — за заслуги в области искусства[9]
- Премия за лучшее исполнение главной мужской роли на международном кинофестивале в Нью-Йорке Chelsea Film Festival (CFF) 18 октября 2021 года в собственном кинофильме «Родитель».
- Chelsea Film Festival (CFF) — восемь главных призов на международном кинофестивале в Нью-Йорке присуждены фильму режиссёра «Родитель» (Лучший фильм, Лучший сценарий, Лучший режиссёр, Лучший оператор, две лучшие женские роли, две лучшие главные мужские роли).

## Семья
Отец — Рудольф Давыдович Фурманов (1938, Ленинград — 2021, Санкт—Петербург), народный артист России. 
Мать — Галина Васильевна Фурман (урождённая Буланова) (1937, Ленинград — 1982, Ленинград), искусствовед.
Сестра (единокровная) — Елизавета Рудольфовна Фурманова (род. 18.11.2003, Санкт-Петербург), студентка актёрского факультета Российского государственного института сценических искусств.
Жена — Неля Анатольевна Попова (род. 31.08.1964, Днепродзержинск, Украинская ССР), актриса театра и кино, Заслуженная артистка России (2005).
- Сын — Алексей Владиславович Фурманов  (род. 23.03.1997, Санкт-Петербург), артист Санкт-Петербургского Большого драматического театра имени Г. А. Товстоногова.